# Jean-Michel Cadiot
Pour les articles homonymes, voir Cadiot.
Jean-Michel Cadiot, né le 23 décembre 1952 à Neuilly-sur-Seine (Seine) et mort le 1er juin 2020 à Massy,,, est un journaliste et écrivain français.

## Biographie

### Famille
Jean-Michel Cadiot est le fils de Robert Cadiot (1909-1967), polytechnicien (X 1930), ingénieur en sidérurgie et d'Odile Gay (née en 1919), professeur de latin et de grec.
Il est le petit-fils de Francisque Gay (1885-1963), journaliste et ancien vice-président du Conseil.

### Formation
Il est titulaire d'une licence de chinois obtenue en 1973 à l'université Paris-Diderot. Il suivit en parallèle un cursus de sciences économiques et de théologie.

### Carrière journalistique
Entré en 1970 à Témoignage chrétien, il travaille à la revue France-Pays arabes et devient en 1979 correspondant de l'AFP à Bagdad. Il entre à l'AFP à Paris en 1981, et travaille notamment à Rennes, Brest, au service politique et dirige les bureaux de Téhéran et de Bucarest. Il est vice-président de l’Association d'entraide aux minorités d'Orient.

### Carrière politique
Aux élections législatives de 2007, Jean-Michel Cadiot s'est présenté comme candidat à la députation sous l'étiquette UDF-MoDem dans la 8e circonscription du Val-d'Oise, il est battu dès le premier tour où il obtient 3,32 % des voix. Le 9 décembre 2007, il est de nouveau candidat du MoDem à l'élection législative partielle organisée pour remplacer Dominique Strauss-Kahn (PS) à la suite de sa nomination à la tête du FMI, mais il n’obtient que 3,04 % des voix sur l'ensemble de cette circonscription. En 2008, il se présente à l'élection cantonale partielle du canton de Sarcelles Nord-Est, il est battu au premier tour où il obtient 3,48 % des suffrages.

## Publications
- Quand l'Irak entra en guerre, Éditions L'Harmattan, 1989.
- Mitterrand et les communistes, Ramsay, 1995.
- L'Almanach politique et religieux, Éditions JD, 1999-2006.
- Francisque Gay et les démocrates d'inspiration chrétienne, Éditions Salvator, 2006  (ISBN 270670439X).
- Les Chrétiens d'Orient. Vitalité, souffrance, avenir, Éditions Salvator, 2010  (ISBN 978-2-7067-0782-7)[5],[6].
- Saâd Abssi, le combat pour la dignité, Riveneuve éditions, 2014  (ISBN 978-2-36013-306-2).
- Noun, chrétiens de Mossoul persécutés, Éditions Érick Bonnier, 2014.
- Petit lexique pour comprendre les chrétiens d'Orient, Éditions Érick Bonnier, 2015  (ISBN 978-2-36760-0550).
- Pierre Santini, le but c'est le chemin, coécrit avec Pierre Santini et André Renaud, Éditions Érick Bonnier, 2015  (ISBN 978-236-760-0499).
- L'aube. Un journal d'inspiration chrétienne dans la tourmente et l'espérance des années 1930. Janvier 1932-Juin 1936, Éditions ATF France, 2017  (ISBN 978-1-925438-03-1)
- L'aube. Un journal d'inspiration chrétienne dans la tourmente et l'espérance des années 1930. Juin 1936-Août 1938, Éditions ATF France, 2017  (ISBN 978-1-925438-05-5)
- L'aube. Un journal d'inspiration chrétienne dans la tourmente et l'espérance des années 1930. 1938-1940, Éditions ATF France, 2018  (ISBN 978-1-925438-10-9)
- Laïcité: l'expression publique de la religion, coécrit avec Pierre Whalon, Éditions ATF FRANCE 2018  (ISBN 978-1-925438-27-7)
- Maurice Berthelot, avec les autres, pour les autres, Éditions JMC, 2019.  (ISBN 978-2-490918003)